# Lepilemur betsileo
El lémur saltador de Betsileo (Lepilemur betsileo) es una especie de lémur del género Lepilemur, endémico de Madagascar. Es un lepilemur relativamente grande, con un largo total de 58 a 67 centímetros, de los cuales 32 a 33 son cola. Se lo encuentra en Madagascar oriental, donde vive en bosques lluviosos primarios y secundarios.